# Ceny české filmové kritiky 2024
Ceny české filmové kritiky 2024 je čtrnáctý ročník Cen české filmové kritiky. Slavnostní ceremoniál vyhlášení cen se uskutečnil v sobotu 1. února 2025 v pražském Divadle Archa (Archa+). Přímý přenos odvysílala stanice ČT Art. Režisérem večera byl Andy Fehu, moderátorem byl Jan Špaček. Hlavními podporovateli byl Státní fond kinematografie, Innogy a Ministerstvo kultury. Hlavním mediálním partnerem byla Česká televize. Partnery byla Champagneria, ARCHA+ a společnost Mowshe.

## Nominace 2024
Vítěz bude po udílení cen uveden jako první a tučným písmem.

### Nejlepší film
- Amerikánka – Viktor Tauš
- Vlny – Monika Kristlová
- Ještě nejsem, kým chci být – Klára Tasovská, Lukáš Kokeš

### Nejlepší dokument
- Ještě nejsem, kým chci být – Klára Tasovská
- Hranice Evropy – Apolena Rychlíková
- Dajori – Martin Páv, Nicolas Kourek

### Nejlepší režie
- Amerikánka – Viktor Tauš
- Vlny – Jiří Mádl
- Ještě nejsem, kým chci být – Klára Tasovská

### Nejlepší scénář
- Rok vdovy – Eugen Liška
- Vlny – Jiří Mádl
- Amerikánka – David Jařab

### Nejlepší herec
- Zahradníkův rok – Oldřich Kaiser
- Manželé Stodolovi – Jan Hájek
- Mord – Karel Martinec

### Nejlepší herečka
- Rok vdovy – Pavla Beretová
- Manželé Stodolovi – Lucie Žáčková
- Amerikánka – Klára Kitto

### Mimo kino
- Metoda Markovič: Hojer – Pavel Soukup, Jaroslav Hruška
- Smysl pro tumor – Matěj Podzimek, Tereza Kopáčová
- Vlastně se nic nestalo – Jan Vejnar, Darja Miková

### Nejlepší krátký film
- Hurikán – Jan Saska
- Lawrence z Morávie – Jan Cechl
- Plevel – Pola Kazak

### Audiovizuální počin
- Amerikánka, production design a návrhy kostýmů – Jan Kadlec[4]
- Život k sežrání, výtvarné řešení – Kristina Dufková
- Ještě nejsem, kým chci být, střih – Alexander Kashcheev

### Cena innogy pro objev roku
- Martin Pavol Repka – Od marca do mája
- Kristina Dufková – Život k sežrání
- Alexander Kashcheev – Ještě nejsem, kým chci být